# Jo Vonlanthen
Pour les articles homonymes, voir Vonlanthen.
Pas d'image ? Cliquez ici
Joseph "Jo" Vonlanthen, né le 31 mai 1942 à Saint-Ours, en Suisse, est un pilote automobile suisse, qui a disputé une course du championnat du monde de Formule 1 en 1975. Il a également participé à une épreuve hors-championnat et a piloté régulièrement en championnat d'Europe de Formule 2 de 1973 à 1976.

## Biographie
Issu d'une famille d'agriculteurs, Jo Vonlanthen naît à Saint-Ours, en Suisse, le 31 mai 1942. Établi à Frauenfeld, il pratique l'athlétisme avant de prendre goût à l'automobilisme durant son adolescence. Il obtient sa licence de pilote à 27 ans et s'engage, dans un premier temps, en Formule Vee avant de participer au championnat de Suisse interclub dès 1971, au volant de Formule 3 et de Formule 2. Sa figure modèle est le Suisse Joseph Siffert.
Devenu champion de Suisse en 1972, Jo Vonlanthen s'engage en championnat d'Europe de Formule 2 1973 après avoir acheté une March-BMW,. De 1973 à 1975, il concourt dans la catégorie contre de futurs pilotes renommés comme Keke Rosberg, James Hunt ou Emerson Fittipaldi et obtient deux podiums. Uniquement sponsorisé par quelques entreprises suisses et par un modeste fan-club, le financement de ses saisons lui pose de nombreux problèmes pour la progression de sa carrière. 
En 1975, Vonlanthen trouve un accord avec le directeur d'écurie Franck Williams pour prendre part au championnat du monde de Formule 1 1975 grâce à l'appui de sponsors et d'amis. Il est appelé à participer au Grand Prix d'Autriche au sein de la modeste écurie Frank Williams Racing Cars, repêché des qualifications après qu'une place s'est libérée à la suite de l'accident tragique de Mark Donohue durant les essais. Dans l'ombre de son compatriote Clay Regazzoni, il ne fait que de la figuration et abandonne au quatorzième tour sur panne de moteur. 
La participation de Jo Vonlanthen au Grand Prix d'Autriche a été permise après un accord avec Frank Williams pour participer initialement à trois courses : le Grand Prix d'Autriche, de Suisse et d'Italie. Les fonds sont rassemblés quelques semaines auparavant pour parvenir à louer une place sur une monoplace Williams. Après la course en Autriche, il participe au Grand prix de Suisse 1975, une épreuve hors-championnat de Formule 1 la semaine suivante. Durant cette course, remportée par Clay Regazzoni, Vonlanthen passe à plusieurs reprises par son stand à cause d'une panne du moteur et termine non classé, avec neuf tours de retard,. Au Grand Prix d'Italie 1975, il participe aux essais du vendredi, mais il est remplacé à partir du samedi par le pilote italien Renzo Zorzi qui apporte un financement plus important à l'écurie Williams.
L'année suivante, Jo Vonlanthen essaie de participer à nouveau à une course du championnat de Formule 1. Il ne parvient cependant pas à revenir dans la catégorie malgré des discussions avec Frank Williams et l'écurie Shadow Racing Cars. Il se retire finalement de la compétition professionnelle mais continue de concourir les années suivantes dans des courses mineures au volant de véhicules comme la Renault 5 ou la Sauber C5. 
Après sa carrière, il exploite un garage automobile à Frauenfeld pendant vingt ans. Il organise aussi durant de nombreuses années des Racing Show dans lesquels il expose notamment sa collection de véhicules qui comprend de nombreuses anciennes monoplaces de Formule 1,.

## Carrière

### Résultats par saison
| Saison | Championnat                                          | Équipe                     | Courses | Victoires | Podiums | Pole positions | Meilleurs tours | Points  | Classement |
| ------ | ---------------------------------------------------- | -------------------------- | ------- | --------- | ------- | -------------- | --------------- | ------- | ---------- |
| 1971   | Championnat de Suisse - Formule Libre                | Jo Vonlanthen Racing       |         |           |         |                |                 | 680,648 | 3e         |
| 1972   | Championnat de Suisse - Formule Libre                | Jo Vonlanthen Racing       |         |           |         |                |                 | 700     | Champion   |
| 1973   | Championnat d'Europe de Formule 2                    | Jo Vonlanthen Racing       | 10      | 0         | 1       | 0              | 0               | 4       | 21e        |
| 1974   | Championnat d'Europe de Formule 2                    | Team Vonlanthen            | 8       | 0         | 0       | 0              | 0               | 0       | nc         |
| 1975   | Championnat d'Europe de Formule 2                    | Brissago Blauband Racing   | 5       | 0         | 1       | 0              | 0               | 6       | 17e        |
| 1975   | Championnat du monde de Formule 1                    | Frank Williams Racing Cars | 1       | 0         | 0       | 0              | 0               | 0       | nc         |
| 1975   | Grand Prix de Suisse de Formule 1 (hors-championnat) | Frank Williams Racing Cars | 1       | 0         | 0       | 0              | 0               |         | nc         |
| 1976   | Championnat d'Europe de Formule 2                    | Jo Vonlanthen Racing       | 3       | 0         | 0       | 0              | 0               | 0       | nc         |

### Résultats en championnat du monde de Formule 1
| Saison | Écurie                     | Châssis       | Moteur                   | Pneus    | GP disputé | Résultat | Classement |
| ------ | -------------------------- | ------------- | ------------------------ | -------- | ---------- | -------- | ---------- |
| 1975   | Frank Williams Racing Cars | Williams FW03 | Ford-Cosworth DFV 3.0 V8 | Goodyear | Autriche   | Abandon  | Non classé |